# Comuna de Gruta
Gruta (polaco: Gmina Gruta) é uma gminy (comuna) na Polónia, na voivodia de Cujávia-Pomerânia e no condado de Grudziądzki. A sede do condado é a cidade de Gruta.
De acordo com os censos de 2004, a comuna tem 6595 habitantes, com uma densidade 53,3 hab/km².

## Área
Estende-se por uma área de 123,77 km², incluindo:
- área agricola: 80%
- área florestal: 8%

## Demografia
Dados de 30 de Junho 2004:
|                      | Total   | Total | Mulheres | Mulheres | Homens  | Homens |
| -------------------- | ------- | ----- | -------- | -------- | ------- | ------ |
|                      | pessoas | %     | pessoas  | %        | pessoas | %      |
| População            | 6595    | 100   | 3312     | 50,2     | 3283    | 49,8   |
| Densidade (pop./km²) | 53,3    | 100   | 26,8     | 26,8     | 26,5    | 26,5   |

De acordo com dados de 2005, o rendimento médio per capita ascendia a 1800,52 zł.

## Subdivisões
- Annowo, Boguszewo, Dąbrówka Królewska, Gołębiewko, Gruta, Jasiewo, Kitnowo, Mełno, Mełno-Cukrownia, Nicwałd, Okonin, Orle, Plemięta, Pokrzywno, Salno, Słup, Wiktorowo.

## Comunas vizinhas
- Grudziądz, Łasin, Radzyń Chełmiński, Rogóźno, Świecie nad Osą